# Bruce M. King
Bruce M. King est un psychologue, écrivain et professeur universitaire américain. En 2019, son livre Human Sexuality Today en est rendu à sa 9e édition.

## Biographie
Bruce M. King naît en 1946.

## Ouvrages
- Edward W. Minium, Bruce M. King (dir.) et Gordon Bear (dir.), Statistical Reasoning In Psychology And Education
  - 1970 : 1re édition
  - 2008 : 3e édition chez Wiley India Private  (ISBN 9788126518265).
  - 2018 : 7e édition par Bruce M. King, Patrick J. Rosopa et Edward W. Minium, Statistical Reasoning in the Behavioral Sciences  (ISBN 978-1-119-37973-7).
- 1982 :  Edward W. Minium, Gordon Bear et Bruce M. King, Elements of Statistical Reasoning with Mac Version Mystat Set
- Human Sexuality Today[2].
  - 1991 : 1re édition
  - 2004 : 5e édition, New York : Prentice Hall  (ISBN 0-13-189164-2).
  - 2010 : 7e édition
  - 2019 : 9e édition (avec Pamela Regan), Pearson,  (ISBN 978-0134804460)[3].
- 2005 : Human Sexuality, Pearson  (ISBN 978-0536839046).

Bruce M. King a adapté plusieurs de ses ouvrages pour répondre à la demande de la clientèle universitaire.